# مهندسی فرایند زیستی

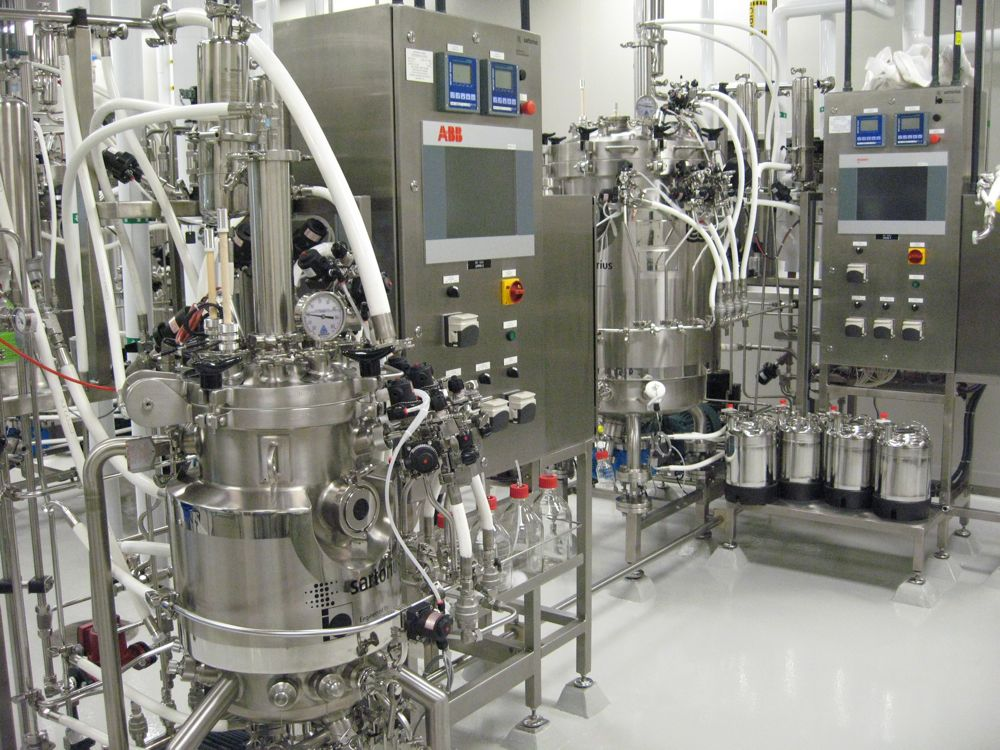
بیو راکتور

مهندسی فرایند زیستی (به انگلیسی: Bioprocess engineering) که به آن مهندسی بیوشیمی هم گفته می‌شود، تخصصی از مهندسی شیمی یا مهندسی زیست است. در این رشته با طراحی و توسعه تجهیزات به منظور تولید محصولات کشاورزی، مواد غذایی، خوراک دام، دارو، مواد افزودنی، مواد شیمیایی، پلیمرها و کاغذ با رویکرد کاربری مواد زیستی و تصفیه فاضلاب سر و کار داریم.
مهندسی فرایند زیستی ترکیبی از رشته‌های ریاضیات، زیست و طراحی صنعتی است و دارای حوزه‌های مختلفی مانند طراحی بیوراکتورها و مطالعه فرمانتور است. همچنین در این رشته فعالیت‌های زیست فناورانه صنعتی با هدف تولید محصولات بیولوژی و افزایش بهره‌وری و کیفیت محصولات نهایی انجام می‌گیرد.
در مهندسی فرایندهای زیستی ممکن است افرادی با تخصص‌های مکانیک، الکترونیک و صنعت نیز درگیر باشند تا از اصول بنیادی این رشته‌ها برای مهندسی سلول‌های زنده یا اجزای سلول‌های زنده استفاده کنند.
در زیر نام موسسات و دانشگاه‌هایی که رشته مهندسی فرایند زیستی در آنها تدریس می‌شود، آمده است:
- Michigan Technological University
- McMaster University
- Technical University of Munich
- University of Natural Resources and Life Sciences, Vienna
- Keck Graduate Institute of Applied Life Sciences (KGI Amgen Bioprocessing Center)
- Queensland University of Technology (QUT)
- University of Cape Town (Centre for Bioprocess Engineering Research)
- SUNY-ESF (Bioprocess Engineering Program)
- Université de Sherbrooke
- UC Berkeley
- Savannah Technical College
- University of Minnesota (Bioproducts and Biosystems Engineering)
- East Carolina University
- Indian Institute of Technology, Varanasi
- Indian Institute of Technology Kharagpur
- Institute of Chemical Technology, Mumbai
- Jadavpur University
- Universidade Federal de Itajubá (UNIFEI)
- Universiti Malaysia Kelantan (UMK)
- Universidade Federal de São João del Rei-UFSJ
- Universidade Federal do Paraná-UFPR
- Universidade Federal do Pará-UFPA
- Université Catholique de Louvain
- University of Stellenbosch
- NC State University
- Virginia Tech
- Ege University/Turkey (Department of Bioengineering)
- National University of Costa Rica
- University of Brawijaya (Department of Agricultural Engineering)
- University of Indonesia
- University College London (Department of Biochemical Engineering)
- Universiti Teknologi Malaysia
- Universiti Kuala Lumpur Malaysian Institute of Chemical and Bioengineering Technology
- University of Zagreb, Faculty of food technology and biotechnology, Croatia
- Villanova University
- Wageningen University
- University College Dublin
- Obafemi Awolowo University
- University of Birmingham
- Universidad Autónoma de Coahuila (Facultad de Ciencias Biológicas)
- Silpakorn University Thailand
- Universiti Malaysia Perlis (UniMAP), School of Bioprocess Engineering (SBE)